# Central nuclear de Karachi
La Central nuclear de Karachi se encuentra en la punta paraíso en Karachi, Sindh, Pakistán. Consiste en la Planta de Energía Nuclear de Karachi (KANUPP) y CIAL KARACHI. Un nuevo proyecto gubernamental  de energía "KANUPP-2", se encuentra en construcción y también se incluye en este complejo. Igual que KANUPP-1, KANUPP-2 es una planta de energía nuclear civil que produce 1.000 MW de electricidad en Karachi. El Complejo de Energía Nuclear Karachi está bajo salvaguardia y la inspección de la Agencia Internacional de Energía Atómica. La planta está en construcción por parte del PAEC y es financiada por el OIEA, el grupo de energía nuclear China Guangdong , la corporación nuclear nacional de China, y la Autoridad de Energía Atómica de China.